# Биотти, Карло
Карло Биотти (итал. Carlo Biotti; 5 июня 1901, Милан — 10 декабря 1977, Алассио, Лигурия) — итальянский судья и спортивный деятель, судьёй Верховного кассационного суда Италии, член совета директоров и главный юрисконсульт футбольного клуба «Милан».

## Биография
Карло Биотти происходил из благородной семьи фермеров-землевладельцев.
Являлся президентом Суда Милана.
Широкий общественный резонанс вызвал его отвод в 1971 году в деле о гибели Джузеппе Пинелли в ходе допроса при расследовании теракта на Пьяцца Фонтана в Милане, по которому обвинялся офицер полиции Луиджи Калабрези. Вдова Пинелли подала иск против Калабрези, который вёл расследование гибели Пинелли. 27 мая 1971 года Биотти был заявлен отвод по заявлению юриста Калабрези, который утверждал, что Биотти в частной беседе сказал ему, что уже сформировал мнение по делу (до вынесения решения). Биотти отрицал обвинения. Отвод был заявлен при назначении вскрытия Пинелли. Вынужденный отвод продлил судебное разбирательство на два года. В ноябре 1974 года суд Флоренции снял обвинения с Биотти.
С 1964 года Биотти также являлся директором футбольного клуба «Милан».

## В культуре
- «Роман о резне[итал.]» (2012), режиссёр Марко Туллио Джордана, роль исполнил Боб Маркезе[6][7].